# Lost Voyage – Das Geisterschiff
Lost Voyage – Das Geisterschiff (Originaltitel Lost Voyage) ist ein US-amerikanischer Thrillerfernsehfilm aus dem Jahr 2001.

## Handlung
Der Film beginnt mit der Vorstellung des achtjährigen Aaron Roberts zusammen mit seinem Vater, seiner Stiefmutter und seiner Großmutter. Bevor sein Vater und seine Stiefmutter von Jersey abreisen, bieten sie Aaron ein spezielles Taschenmesser als Geschenk an, das er schnell ablehnt und seine neue Stiefmutter kritisiert. Nachdem er sich von Aaron getrennt hat, besprechen sein Vater und seine Stiefmutter Aarons Verhalten und wollen ihm die nötige Zeit geben, sich an seine neue Mutter zu gewöhnen. Dann entdecken der Kapitän und die Besatzung auf der Brücke der Corona Queen ein mysteriöses Signal, das sich schnell nähert. Augenblicke später betreten Mordgeister das Schiff, verwunden den Kapitän und betreten das Quartier von Aarons Vater und seiner Stiefmutter. Die gesamte Besatzung wird getötet und die Corona betritt die mysteriöse Dimension des Bermudadreiecks.
25 Jahre später erfährt Aaron Roberts von der Mary Celeste, die ein ähnliches Schicksal erlitt. Später erscheint eine mysteriöse schwarze Gestalt vor seinem Büro und deutet auf die Ähnlichkeiten der beiden Fälle hin. Aaron widerspricht ihr, indem er ihr sagt, dass die Corona Queen nie gefunden wurde, daraufhin verschwindet die Gestalt. Eine Arbeitskollegin berichtet ihm, dass die Corona Queen gefunden wurde. Daraufhin beschließt eine Gruppe, das Schiff zu bergen und das Geheimnis dahinter aufzuspüren. Das Schiff scheint von außen unbeschädigt zu sein. Während der Arbeiten auf dem Schiff gerät das Schiff in eine Strömung zurück in das Bermudadreieck.
Aufgrund dessen kommt es zu Meinungsverschiedenheiten an Bord. Der Geist von Aarons Vater schafft es schließlich, die Gruppe zum Aufbruch zu bewegen.

## Kritik
„Etwas konfus entwickelter Horrorfilm, der seine Handlungslinie mitunter aus den Augen verliert und sich in Details versteigt.“

Kino.de sieht Parallelen zu Das Geisterschloss und Death Ship und bezeichnet den Film als preisgünstige[…], aber durchaus effektive[…] bzw. effektvolle[…] B-Variante. Dank der Computertechnik konnte ein realistischer Film produziert werden, ohne auf viele Szenen auf hoher See zurückgreifen zu müssen. Aus dem Cast stechen Judd Nelson und Lance Henriksen hervor, die dem sonstenfalls spartanisch schlichten Ambiente zarten Promi-Glanz verleihen.